# Finály Zsigmond
Finály Zsigmond (Óbuda, 1808 – Budapest, 1876. január 12.) orvos
A budai orvosi egyetemen tanult és Pesten volt gyakorló orvos (dermatológus), emellett 1847-ben az Orvosi Tár munkatársa. Később is sokat írt orvosi lapokba magyar és német nyelven.

## Munkái
- De Salubritate febrium in morbis stb. (1837);
- Studien über Wechselfieber-Recidiven (1864);
- A ragályazonosság tana a bujakórban (1866);
- Über die wahre Bedeutung des Aussatzes in der Bibel. Sendschreiben an Se. Hochwürden Herrn Leopold Löw, Oberrabbiner in Szeged (1866., különlenyomat a Ben-Chananja című lapból).